# Mallgoth
MallGoth è lo slang della subcultura goth. Si tratta di un insieme di termini slang usati dai membri della comunità per indicare i loro particolari interessi, o il tipo di goth tribù a cui appartengono, come per esempio i Perky Goth o i Cybergoth. 
Riferimenti di tipo sarcastico ai goths il cui look non incontra l'approvazione degli altri o che sono nuovi alla scena sono comuni, così come lo sono i riferimenti agli artisti musicali che influenzano i singoli individui goth. Alcuni termini mostrano spesso sense of humour e sono presentati in modo sbrigativo.
La sottocultura goth, essendo stata in circolazione dalla fine anni settanta inizio anni ottanta, ha avuto del tempo per sviluppare il proprio linguaggio. Nuove mode e tendenze attraggono termini slang per descriverle.

## Variazioni geografiche
Variazioni regionali includono mallgoth,  un termine americano per indicare i goth alla moda, meno comune in Inghilterra o Australia dove il termine "shopping centre" o "high street" sostituisce "mall" nel linguaggio colloquiale ordinario.